# Sony's Spider-Man Universe
Het Sony's Spider-Man Universe (afgekort SSU) is de term voor een aantal superheldenfilms die zich afspelen in het zelfde fictieve universum. De films zijn gebaseerd op verschillende Spider-Man-superschurken uit de Marvel Comics.

## Films
| Film                        | Première          | Regie           | Scenario                                                   |
| --------------------------- | ----------------- | --------------- | ---------------------------------------------------------- |
| Fase één                    |                   |                 |                                                            |
| Venom                       | 1 oktober 2018    | Ruben Fleischer | Scott Rosenberg Jeff Pinkner Kelly Marcel Will Beall       |
| Venom: Let There Be Carnage | 14 september 2021 | Andy Serkis     | Kelly Marcel                                               |
| Morbius                     | 1 april 2022      | Daniel Espinosa | Matt Sazama Burk Sharpless Art Marcum Matt Holloway        |
| Madame Web                  | 12 februari 2024  | S.J. Clarkson   | Matt Sazama & Burk Sharpless Claire Parker & S.J. Clarkson |
| Venom: The Last Dance       | 25 oktober 2024   | Kelly Marcel    | Kelly Marcel                                               |
| Kraven the Hunter           | 13 december 2024  | J.C. Chandor    | Art Marcum & Matt Holloway Richard Wenk                    |